# Pietro Franchini
Pietro Franchini (Borgo a Mozzano, 1768 – Lucca, 1837) è stato un matematico italiano.

## Biografia
Docente nel seminario di Veroli, partecipò a Parigi agli studi sul sistema metrico decimale. Importante la sua Teoria dell'analisi (1792), ma la sua opera più nota è una monumentale Storia dell'algebra (1827), pubblicata a Lucca.